# Józan Babák
2006 őszén megalakult a Józan Babák droghasználó szülők önsegítő csoportja. Az informális közösséget olyan huszonéves fiatalok, elsősorban édesanyák hozták létre, akik korábban úgynevezett szociális-rekreációs droghasználók voltak, abban az időben várandósok lettek, majd gyermeket szültek, és gyermeküket maguk nevelték. A csoport alapítását azzal indokolták, hogy személyes tapasztalatuk szerint, a terhesgondozási rendszerben nem tudtak megfelelő segítséget találni, ahol speciális tanácsot kaphattak volna a droghasználat várandósságra gyakorolt lehetséges hatásairól, kockázatairól, ellenben – szinte kizárólag – abortuszt javasoltak a számukra, az ellátás során hárító, olykor megvető viselkedéssel találkoztak, s – esetükben érintőlegesen, de – felmerült szülői alkalmasságuk kérdése is. A résztvevők, akik mindannyian elutasították az abortusz lehetőségét, úgy látták, akár kipróbáló, vagy rekreációs, sőt kényszeres, függő droghasználó esetében is szükséges új szolgáltatásokat bevezetni, amihez a maguk részéről egy önsegítő, sorstárs-segítő közösség működésével járulhatnak hozzá. 
Józan Babák néven 2007-től kezdődően addiktológiai, úgynevezett alacsonyküszöbű szolgáltatások is elérhetők, jelenleg a következők:

## Józan Babák Klub – alternatív terhesgondozás és családgondozás

### Ellátás és támogatás
1. lépésként a jelentkező várandós nő vagy édesanya kapcsolatot vehet fel a Józan Babák önsegítő csoport korábban droghasználó tagjával, aki tájékoztatást nyújt számára a választható szolgáltatásokról. 
A terhesség alatt jelentkező nő, ha állapota nem egyértelmű,
- helyben elvégzett terhességi teszttel,
- vagy egészségügyi dokumentummal igazolhatja.

A névtelen szakmai szolgáltatások igénybe vétele előtt a dokumentumról helyben másolatot készíthet, és a másolaton törölheti személyi azonosító adatait, amelyek helyett a továbbiakban egy álnevet vagy kódot használhat. 
2. lépésként a Józan Babák Klubban álnéven orvosi, jogi, szociális, pszichológiai szolgáltatásokat vagy anyacsoportot kereshet fel. Kérésére a Józan Babák önsegítő csoport egy tagja kíséri őt.  A várandós nő vagy édesanya átlagosan nyolc alkalommal, ha legalább 60 perces szakmai tanácsadáson vagy csoportfoglalkozáson vesz részt, alkalmanként 1000-3000 Ft értékű adományt kap. 
3. lépésként, kérésére, a várandós nőt segítjük felkeresni a normál terhesgondozást (védőnő, háziorvos, szülész-nőgyógyász), illetve az édesanyát bármely egészségügyi, szociális, jogi ellátást, ahová - igény szerint - a Józan Babák önsegítő csoport tagja elkíséri.

### Ingyenes terhességi teszt
Ingyenes terhességi tesztet nyitvatartási időben, kizárólag személyesen, bárki kérhet, valamint a tesztet helyben elvégezheti. (Név vagy egyéb adat megadása nem szükséges.)

### Fogamzásgátlás
Fogamzásgátlással kapcsolatban nőgyógyász ingyen és név vagy más adat megadása nélkül ad felvilágosítást. Indokolt esetben, kizárólag már regisztrált kliens részére, támogatják a fogamzásgátlást célzó beavatkozást.

## Józan Babák Klub – krízisdiszpécser-szolgálat
A Józan Babák Klub diszpécsere fogadja a krízishelyzet jelzését az ország teljes területéről, ha a (közvetlenül vagy hozzátartozó, szakember közvetítésével) segítséget kérő ember
- korábbi/jelenlegi droghasználó, ehhez társultan pszichiátriai kezelés alatt álló vagy hajléktalan
- várandós nő, gyermeket nevelő szülő (törvényes képviselő) vagy velük élő gyermek, serdülő.

Miben segítenek:
- Egészségügyi ellátás (például várandósgondozás, addiktológiai kezelés, anonim tanácsadás) szervezése;
- Szociális ellátás (például kríziselhelyezés, lakóotthoni elhelyezés) szervezése;
- Jogi ellátás (például gyermekjogi, családjogi ügyvédi tanácsadás) elérése;
- Sorstárs-segítő, önsegítő csoportok, tapasztalati segítő emberek, szolgáltatások elérése;
- A diszpécser munkanapokon 12 és 18 óra között, munkaszüneti napokon a 12 óráig beérkező jelzések alapján foglalkozik a felmerülő (egészségügyi, szociális, jogi stb.) ellátások szervezésével.